# Хотел „Север“
„Хотел „Север“ (на френски: Hôtel du Nord) е френски филм от 1938 година, мелодрама на режисьора Марсел Карне по сценарий на Анри Жансон и Жан Оранш, базиран на едноименния роман от 1929 година на Йожен Даби.
Действието се развива около пансион в работнически квартал на Париж, където дребен престъпник, преследван от бившите си съучастници, се влюбва в млада жена, направила неуспешен опит за самоубийство с любовника си. Главните роли се изпълняват от Анабела, Луи Жуве, Арлети, Жан-Пиер Омон.